# Сынму
Сынму — традиционный корейский танец. Считается самым красивым и сложным корейским танцем. Происхождение неизвестно.

## Одежда
Танцоры одеты в джангсам (подобие ханбока). Также, на танцоре должна быть большая белая шляпа. У джангсама очень длинные рукава. Самая важная часть сынму это барабанная дробь.
У танца всего 8 этапов.